# Meta Romuli

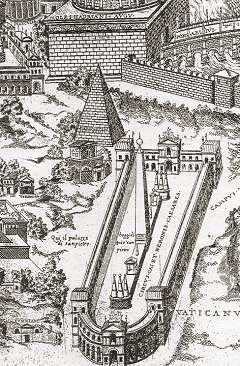
Die Meta Romuli zwischen dem Nero-Circus und dem Mausoleum des Hadrian (Pirro Ligorio, 1561)

Die Meta Romuli (im Italienischen auch Piramide vaticana oder Piramide di Borgo genannt) war eine nach ägyptischem Vorbild errichtete Grab-Pyramide im alten Rom. Sie lag zwischen dem Nero-Circus und dem Mausoleum des Hadrian (der heutigen Engelsburg), nahe dem Vatikanischen Hügel. Ihr Erbauer ist unbekannt. Im 16. Jahrhundert wurde sie fast vollständig abgerissen.

## Standort

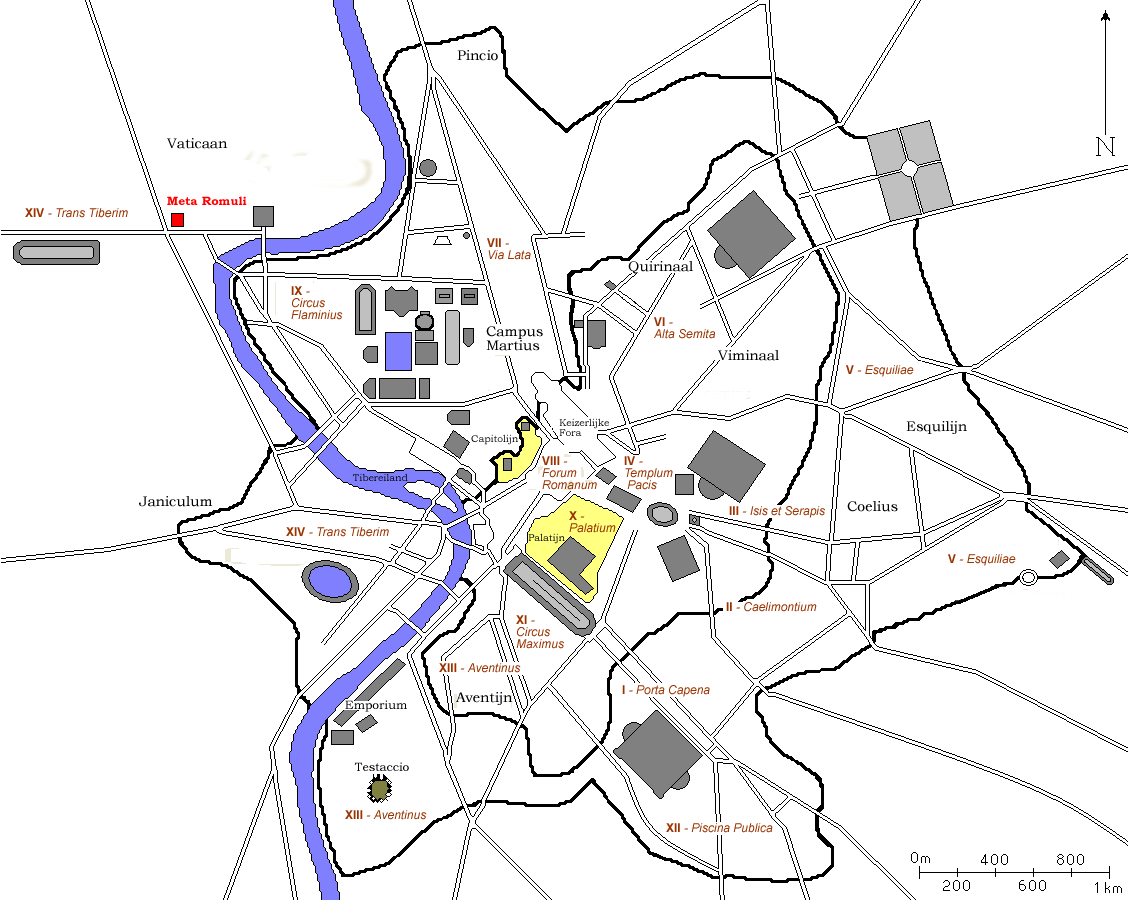

Das Ager Vaticanus genannte Gebiet nordwestlich des Tiber war in der Antike nur wenig bebaut. Dort kreuzten sich die Via Cornelia und die Via Triumphalis. Da diese Fläche außerhalb des Pomeriums, der sakralen Grenze um Rom, und zudem nahe dem Campus Martius lag, eignete sie sich besonders für Bestattungen und somit auch für die monumentalen Gräber der Mitglieder der römischen Oberschicht. Hier stößt man u. a. auf die Vatikanische Nekropole (ca. 700 Meter westlich vom Standort der früheren Pyramide).
Mutmaßliche Reste der Pyramide wurden im heutigen Stadtteil Borgo unter dem ersten nördlichen Häuserblock der Via della Conciliazione entdeckt; an dieser Stelle befindet sich heute das Auditorium Conciliazione und der Palazzo Pio. Hier kam in den Jahren 1948–49 bei den Bauarbeiten ein nordwestlich/südöstlich ausgerichtetes Fundament, bestehend aus einem Konglomerat von römischem Beton und Tuffstein, zum Vorschein, das von einem großen Pflaster aus Travertinplatten umgeben war und damit der Beschreibung in der Mirabilia Urbis Romae entsprach: Habuit circa se plateam tiburtinam XX pedum cum cloaca (Sie (die Pyramide) ist von einem 20 Fuß breiten Plateau aus Travertin mit Entwässerungsgraben umgeben) Diese Übereinstimmung führte zu dem Schluss, hier den Standort der Pyramide gefunden zu haben.
Dem widerspricht ein Stadtplan von Leonardo Bufalini aus dem Jahre 1551, der die seinerzeitlichen Reste der Pyramide einen heutigen Häuserblock weiter westlich – und damit im Bereich der Kirche Santa Maria in Traspontina – zeigt.
In unmittelbarer Nähe zur Meta Romuli lag ein weiteres repräsentatives Mausoleum, der Therebintus Neronis, der anders als die Pyramide den üblicheren kreisförmigen Grundriss und die Form eines Tumulusgrabes hatte. Er wurde schon im 7. Jahrhundert abgerissen.

## Name

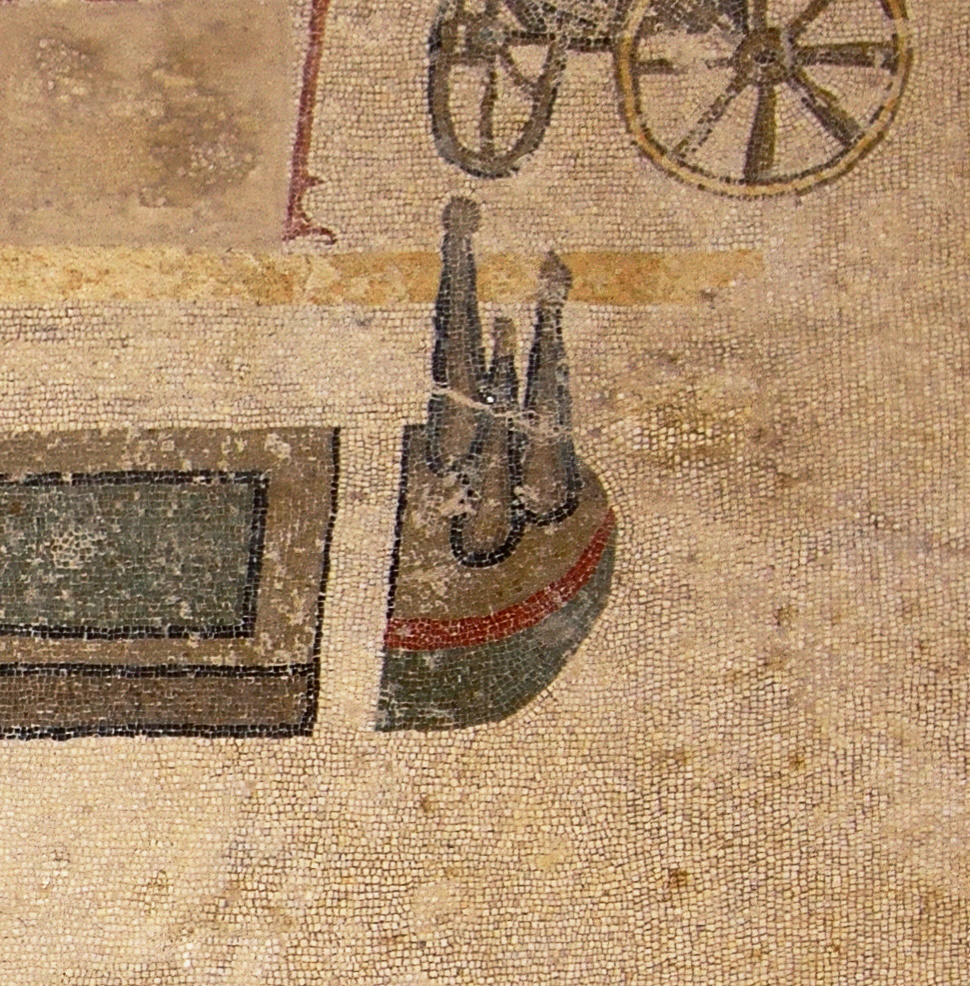
Drei Metae auf einer Spina in einer Pferderennbahn (Detail eines Mosaiks in Villa Romana del Casale)

Den ersten Namensbestandteil Meta erhielt das Bauwerk, da seine Form an die Wendemarken (metae) in römischen Circussen erinnerte. Romuli ist der Genitiv von Romulus und rührt daher, dass das Bauwerk im Mittelalter für das Grabmal des legendären römischen Stadtgründers gehalten wurde. Parallel dazu hielt man die Cestius-Pyramide im Süden der Stadt für das Grab seines Bruders Remus und gab ihr daher den Namen Meta Remi.
Beide Pyramiden lagen zudem jeweils in unmittelbarer Nähe der Gräber der Apostelfürsten: die Meta Romuli beim Grab des Apostels Petrus im Petersdom, die Meta Remi auf dem Weg zu Sankt Paul vor den Mauern mit dem Grab des Apostels Paulus. Diese Analogie zwischen den Gräbern der Gründer der Stadt und der Apostel Petrus und Paulus machte die Pyramiden zum Gegenstand verschiedener Legenden.
Ein anderer Name für die Pyramide ist Meta des Borgo nach dem Stadtteil, in dem sie stand. Während der Renaissance wurde sie auch irrtümlich als Sepulcrum Scipionis bezeichnet, da sie für das Grab von Scipio Africanus gehalten wurde. Dieser Irrtum geht auf einen Horaz-Kommentar des Schriftstellers Pseudo-Acron aus dem 5. Jahrhundert n. Chr. zurück, in dem erwähnt wird, dass die Asche des Publius Cornelius Scipio Africanus aus einer Pyramide im Vatikan entnommen worden sei. Auch wenn der tatsächliche Bestattungsort Scipios unbekannt ist, spricht gegen ein Grab in der Hauptstadt der Umstand, dass er im Streit mit Rom gestorben ist. Ihm wird die Inschrift auf seinem Sarkophag zugeschrieben: "Ingrata patria, ne ossa quidem habebis" (Undankbares Vaterland, Du wirst nicht einmal meine Knochen haben).

## Baugeschichte
Die oben erwähnte Textstelle von Pseudo-Acron aus dem 5. Jahrhundert ist der früheste Nachweis der Pyramide. Vermutlich ist sie – ähnlich wie die Cestius-Pyramide – schon in den frühen Regierungsjahren Kaiser Augustus errichtet worden. Die Einverleibung Ägyptens in das Römische Reich machte die Kultur dieses Landes in Rom sehr populär, was nicht nur in der Religion (Ausbreitung des Isis-Kultes), sondern auch in der Architektur seinen Niederschlag fand. So ist neben der Cestius-Pyramide und der Meta Romuli die Existenz von mindestens zwei weiteren Pyramidenbauten im Bereich der heutigen Piazza del Popolo bekannt.
Es fehlen nicht nur jegliche Informationen, wer die Pyramide errichten ließ und dort bestattet wurde. Unbekannt ist auch, wann und unter welchen Umständen das Bauwerk seine Funktion als Grabstätte verlor. Die Spur findet sich erst wieder ab dem 13. Jahrhundert, als die Pyramide im Eigentum des Kapitels von Sankt Peter stand und ihre Cella zumindest zeitweise als Kornspeicher genutzt wurde. Anfang des 15. Jahrhunderts wurde die Spitze der Pyramide abgerissen; auf der dadurch entstandenen Plattform waren Soldaten der nahegelegenen Engelsburg stationiert.
Papst Alexander VI. ordnete am 26. November 1498 den Abriss der Pyramide an, um quer durch das mittelalterliche Stadtviertel die neue Via Alessandrina (später Borgo Nuovo genannt, nicht zu verwechseln mit der Via Alessandrina am Forum Romanum) zu eröffnen, eine Straße, die den Vatikan mit der Brücke über den Tiber verband. Der Abriss des aus römischem Beton bestehenden Kerns der Pyramide zog sich über einen längeren Zeitraum hin. Raffael erwähnte 1519 in einem Brief über die Altertümer der Stadt an Papst Leo X., dass er die Überreste des Monuments noch gesehen habe. 1511 beanspruchte Papst Julius II. das Monument für sich, und in mehreren Dokumenten bis 1568 wurde die Meta als Endpunkt eines Pferderennens erwähnt. Die letzten Überreste der Pyramide mussten möglicherweise, je nachdem, welcher Standort sich als der richtige erweisen wird, 1564 einem Neubau der Kirche Santa Maria in Traspontina weichen.

## Baubeschreibung

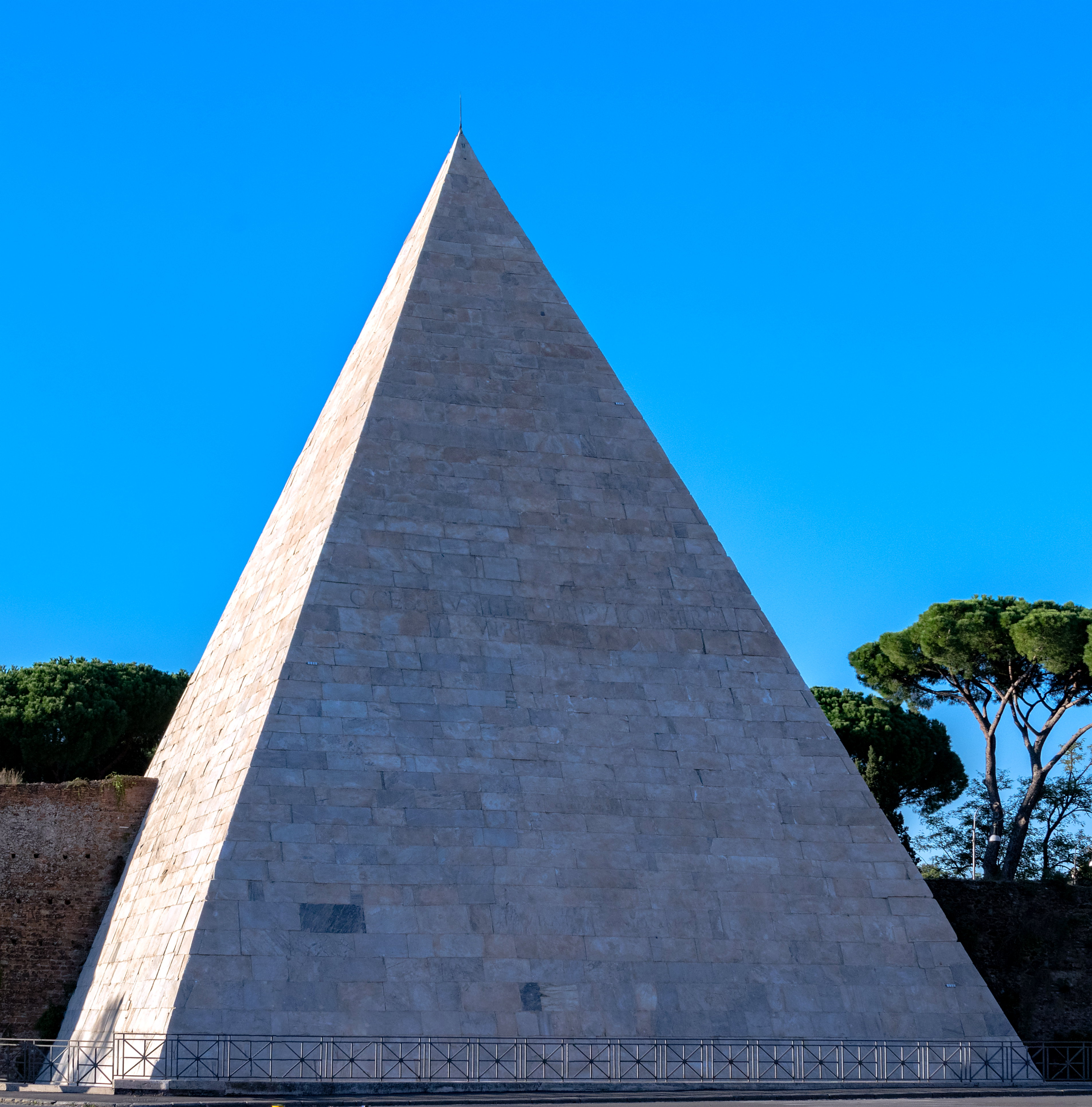
Cestius-Pyramide

In ihrer Bauweise ähnelte die Meta Romuli sehr stark der heute noch existierenden Cestius-Pyramide, war aber Beschreibungen zufolge etwas größer als diese. Nach Berichten aus dem 15. Jahrhundert hatte sie einen quadratischen Grundriss mit einer Seitenlänge von 25 Metern. Vermutlich bestand der Kern aus römischem Beton und Ziegeln. In den Mirabilia Urbis Romae (einem Stadtführer aus dem 12. Jahrhundert) heißt es, dass das Monument „fuit miro lapide tabulata“ (mit wunderbarem Stein – also vermutlich mit Marmor – verkleidet war). Papst Donus ließ während seines kurzen Pontifikats (676–678) Teile der Verkleidung abbauen, um den Quadriportikus und die Treppen von Alt-St.-Peter zu pflastern.
Im Inneren befand sich eine gewölbte Grabkammer, die durch einen langen Tunnel erreichbar war; ihre Wände hatten vier Nischen, um die Urnen mit der Asche der Verstorbenen aufzunehmen. Mit einer Seitenlänge von 7 Metern und einer Höhe von 10,5 Metern war dieser zentrale Raum der Meta Romuli fast so groß wie der des benachbarten Mausoleums des Hadrian (Seitenlänge 7,8 Meter, Höhe 10-12 Meter), was Rückschlüsse auf die Bedeutung der unbekannten, hier bestatteten Person zulässt.

## Darstellung in der Kunst
Die Meta Romuli und der Therebintus Neronis wurden als Hintergrundmotiv auf einigen Gemälden des späten Mittelalters und der Renaissance verewigt. Diese Bilder stellen mehrheitlich die in der Nähe stattgefundene Kreuzigung des Petrus dar. Einige Beispiele sind das Stefaneschi-Polyptychon von Giotto, ein Polyptychon von Jacopo di Cione, eine Fliese der Bronzetüren von Filarete im alten Petersdom, das Fresko der Kreuzesvision in den Stanzen des Raffael im Vatikanpalast und die Fresken an den Gewölben der Basilika San Francesco in Assisi von Cimabue.

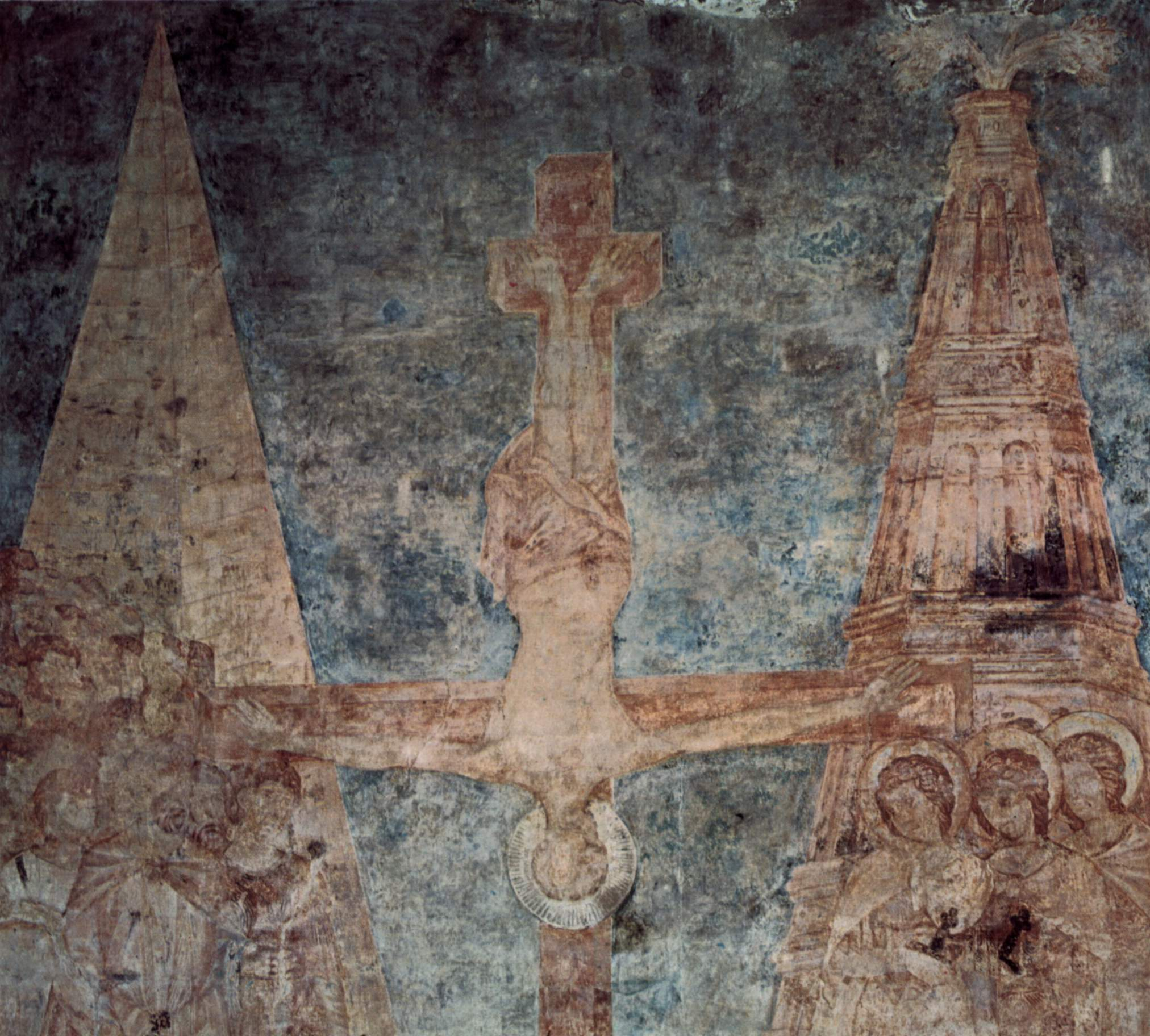
Cimabue
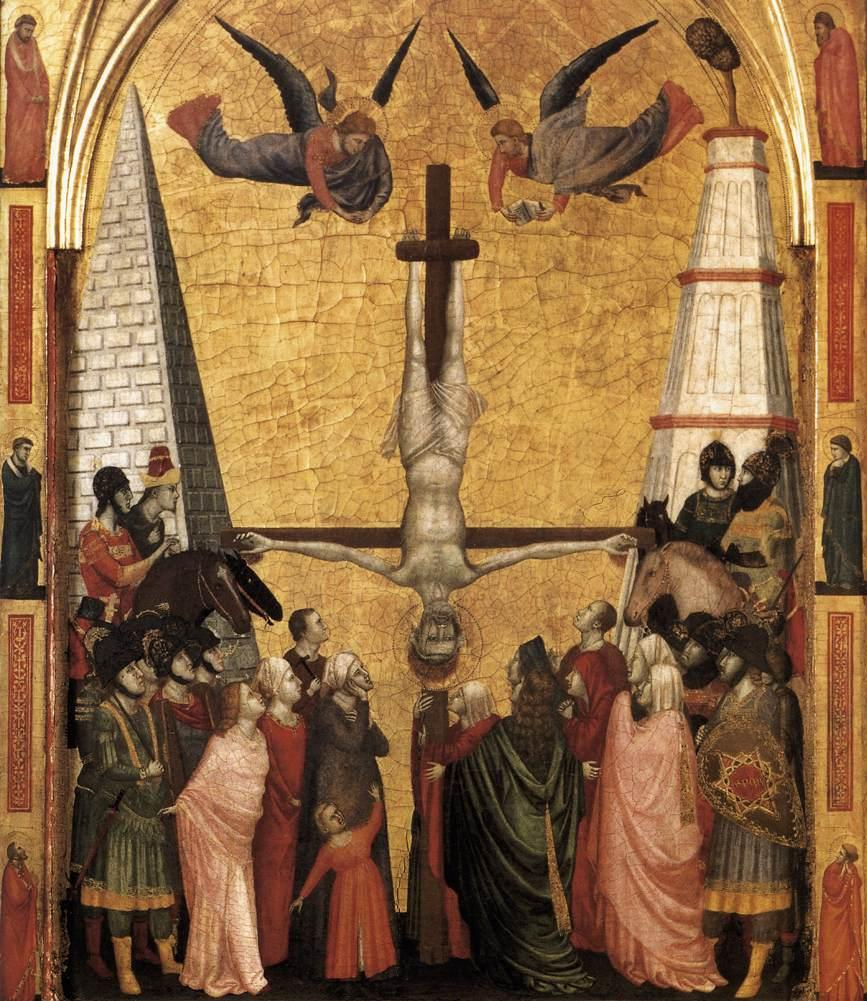
Giotto
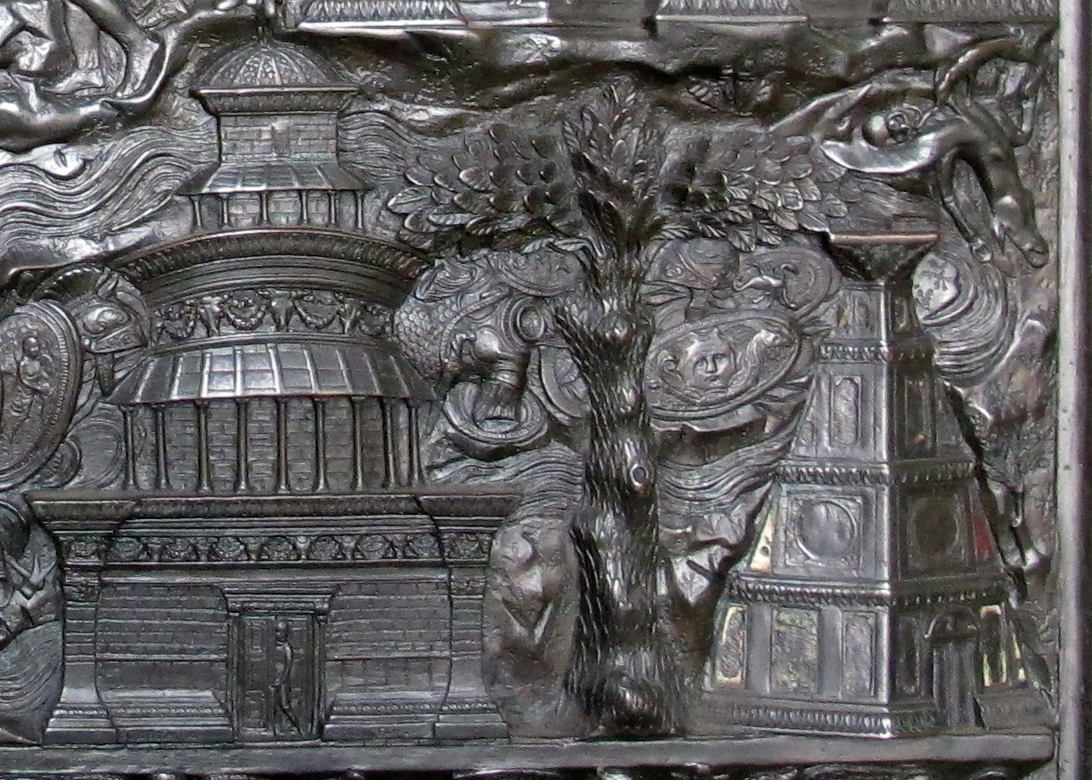
Filarete
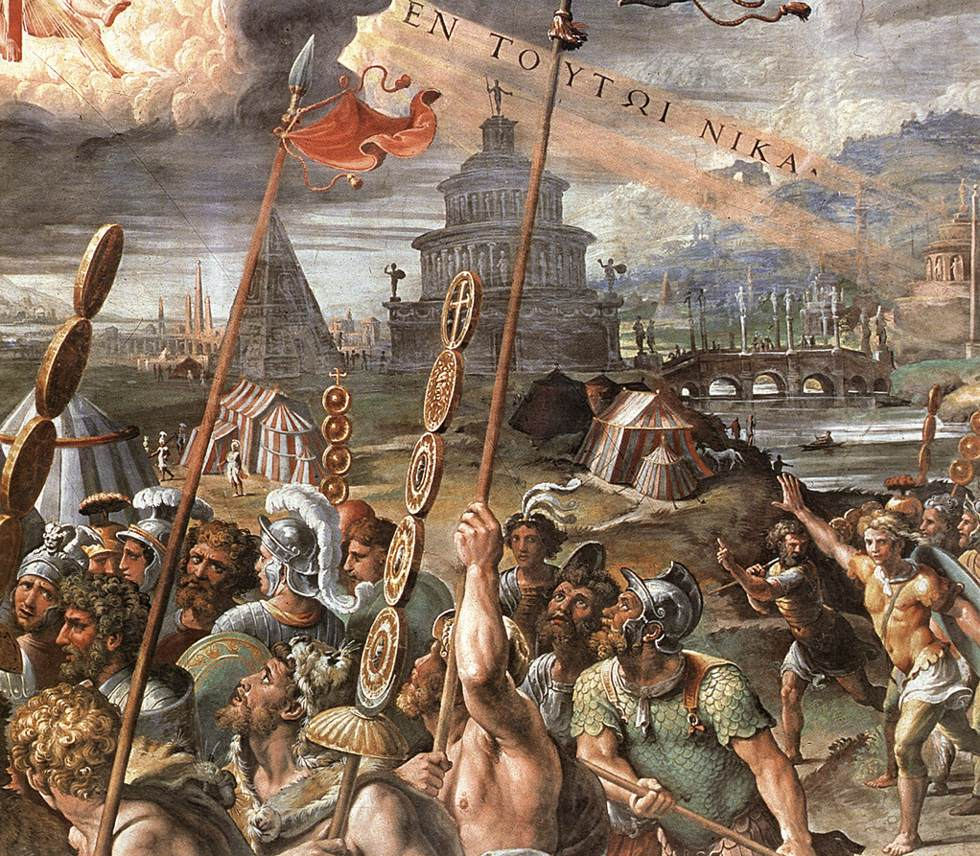
Raffael